# Alfred Karamuço
Alfred Karamuço (ur. 27 stycznia 1943 w Korczy, zm. 14 lutego 2012 w Tiranie) – albański prokurator.

## Życiorys
W 1965 roku ukończył studia prawnicze. Po studiach pracował w Prokuraturze Rejonowej w Sarandzie, a w latach 1969–1973 pracował na tym stanowisku w okręgu Kolonja.
W latach 1973–1988 był prokuratorem w albańskiej Prokuraturze Generalnej. W latach 1991–1995 pełnił funkcję przewodniczącego Państwowej Komisji Rewizyjnej. W 1995 r. Alfredi został wybrany na członka albańskiego Trybunału Konstytucyjnego i piastował tę funkcję do końca jego kadencji w 2007 roku.